# ST Book
O ST BOOK foi um subnotebook lançado pela Atari Corporation em 1991, baseado no Atari STE. O ST Book possuía até 10 horas de bateria, diferente do seu antecessor Atari STacy, que possuía 15 minutos.
O ST BOOK é entregue junto com uma versão modificada do Atari TOS.

## Especificações[2]
Número do modelo: NST-141
- Blitter
- Relógio em tempo real usando baterias de lítio
- 2 entradas MIDI
- Serial: 1 porta
- Paralela: 1 porta
- FDD: 1 entrada
- Teclado externo

## Galeria

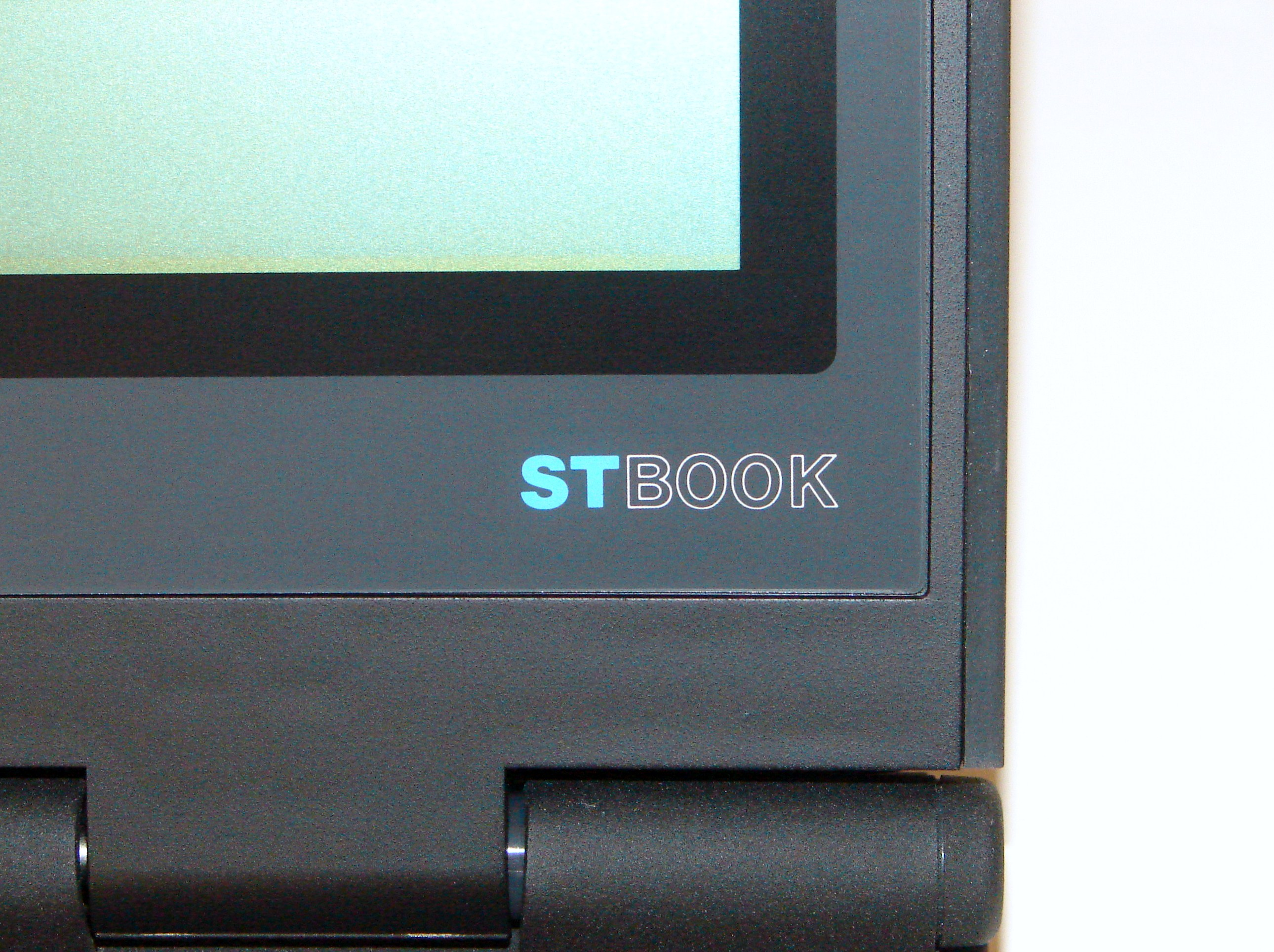
Logo do ST BOOK
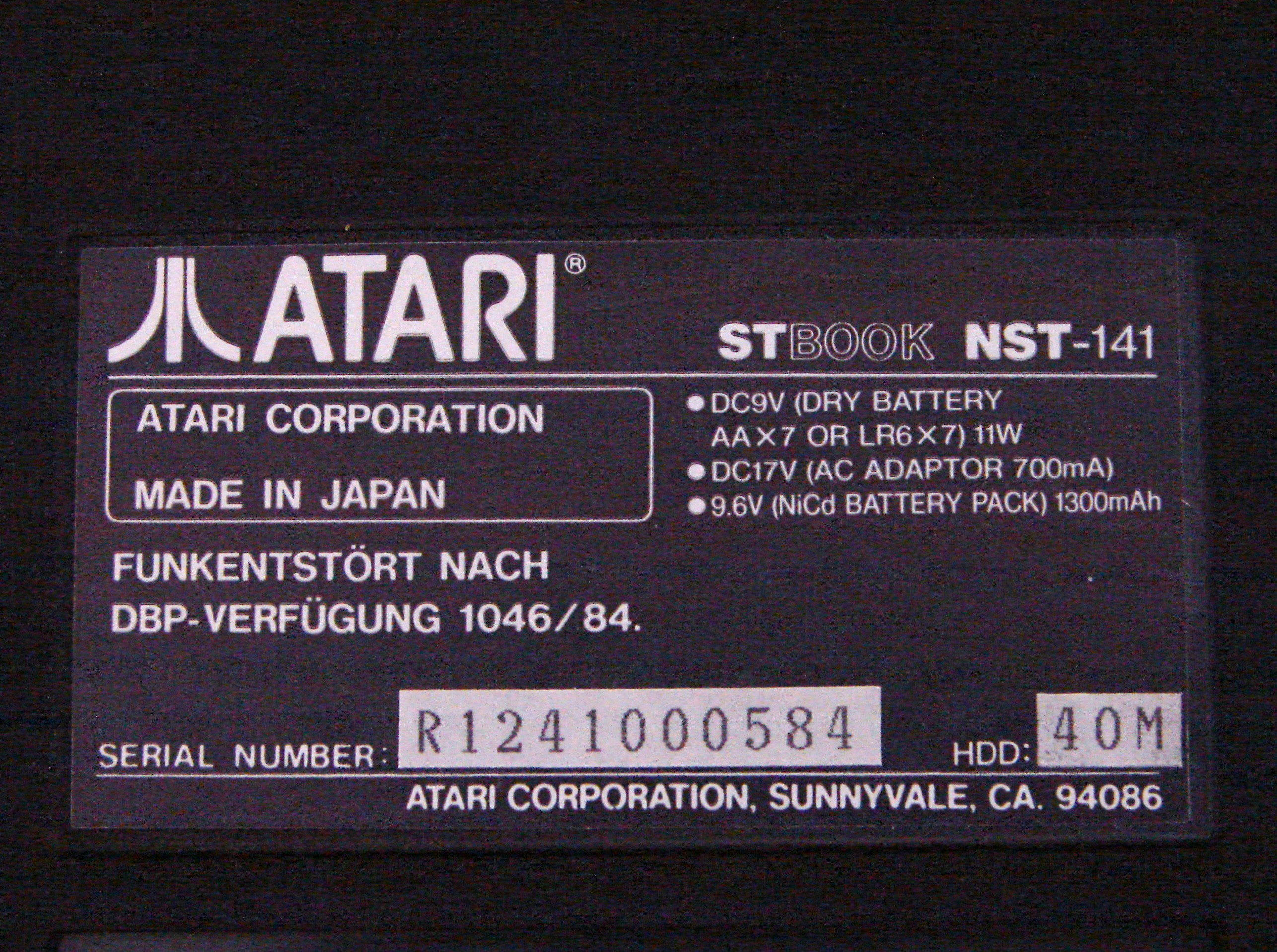
Número serial no ST BOOK
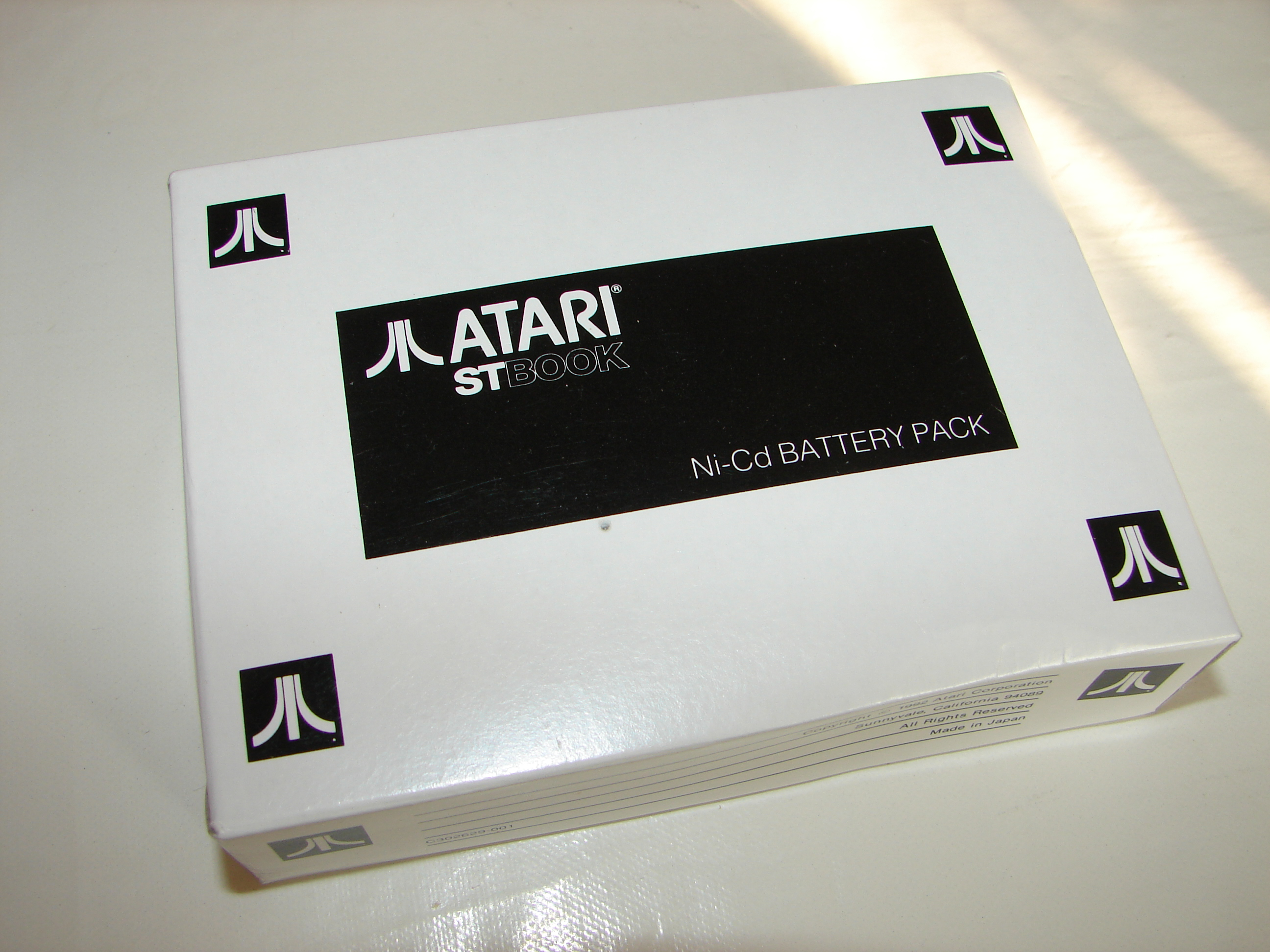
Pacote de baterias de níquel cádmio do ST BOOK
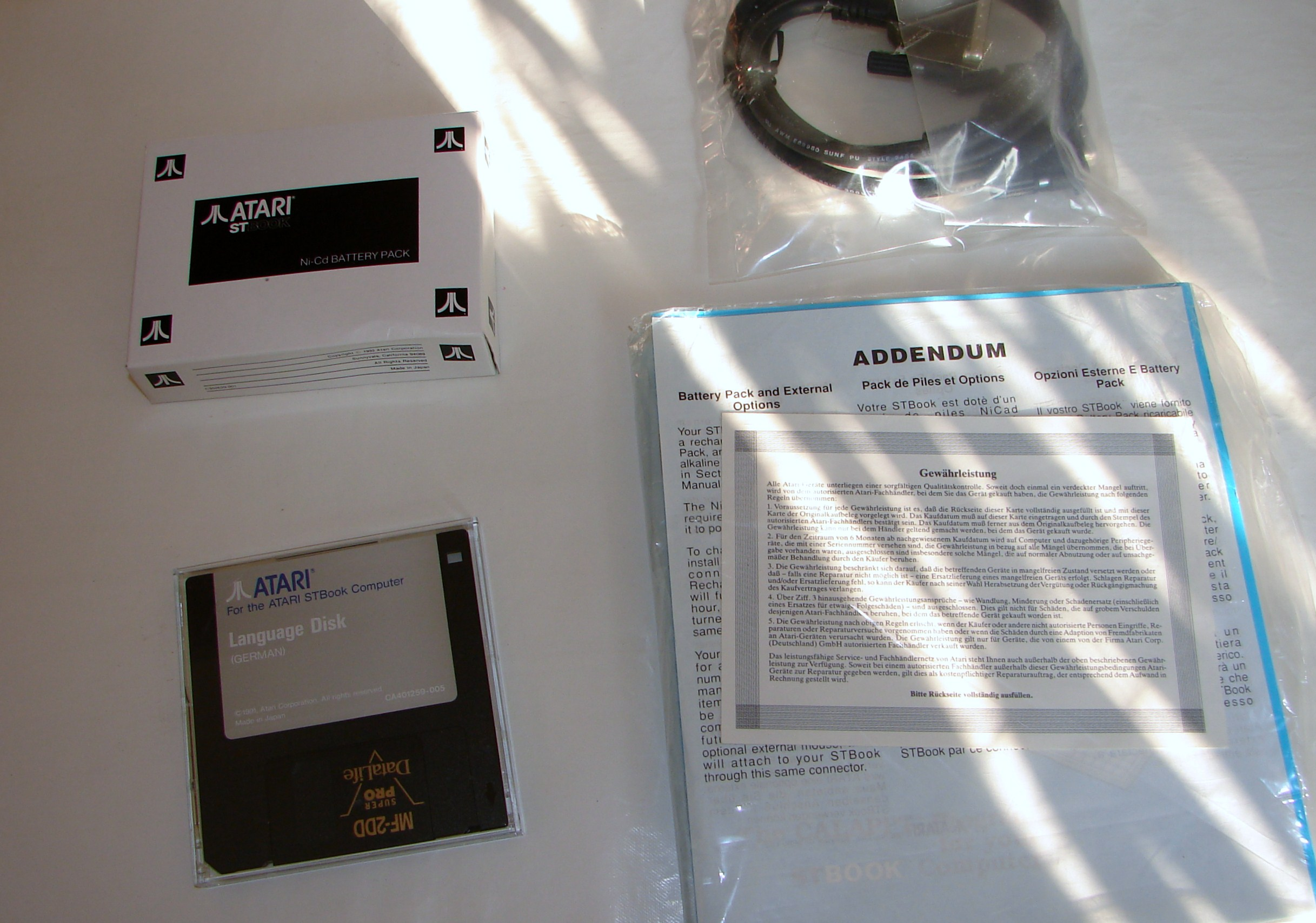
Acessórios do ST BOOK